# Finale de la Coupe d'Asie des nations de football 2011
La finale de la Coupe d'Asie de l'AFC 2011 était un match de football qui s'est déroulé le 29 janvier 2011 au stade international Khalifa d' Al Rayyan , au Qatar , pour déterminer le vainqueur de la Coupe d'Asie de l'AFC 2011 . Le match a été remporté par le Japon , battant l'Australie 1-0 après prolongation grâce à un but marqué par Tadanari Lee .  Le Japon s'est ainsi qualifié pour la Coupe des Confédérations de la FIFA 2013 en tant que représentant de l'AFC . 

## Audience
La cérémonie de clôture du tournoi a eu lieu juste avant le coup d'envoi. 37 174 personnes ont assisté au match, même si plusieurs milliers de supporters munis de billets se sont vu interdire l'entrée dans le stade après la fermeture de l'entrée 30 minutes avant le début du match.
Une audience télévisée de 484 millions de personnes dans 80 pays de la région Asie-Pacifique, d'Europe, d'Amérique du Nord et d'Afrique du Nord a vu le Japon vaincre l'Australie 1-0 en finale.

## Parcours des équipes
Note : dans les résultats ci-dessous, le score du finaliste est toujours donné en premier.
| Rang | Équipe       | Pts | J | G | N | P | Bp | Bc | Diff |
| ---- | ------------ | --- | - | - | - | - | -- | -- | ---- |
| 1    | Australie    | 7   | 3 | 2 | 1 | 0 | 6  | 1  | +5   |
| 2    | Corée du Sud | 7   | 3 | 2 | 1 | 0 | 7  | 3  | +4   |
| 3    | Bahreïn      | 3   | 3 | 1 | 0 | 2 | 6  | 5  | +1   |
| 4    | Inde         | 0   | 3 | 0 | 0 | 3 | 3  | 13 | -10  |

| Rang | Équipe          | Pts | J | G | N | P | Bp | Bc | Diff |
| ---- | --------------- | --- | - | - | - | - | -- | -- | ---- |
| 1    | Japon           | 7   | 3 | 2 | 1 | 0 | 8  | 2  | +6   |
| 2    | Jordanie        | 7   | 3 | 2 | 1 | 0 | 4  | 2  | +2   |
| 3    | Syrie           | 3   | 3 | 1 | 0 | 2 | 4  | 5  | -1   |
| 4    | Arabie saoudite | 0   | 3 | 0 | 0 | 3 | 1  | 8  | -7   |

## Australie - Japon
| 29 janvier 2011                  | Australie | 0 - 1 ap | Japon    | Khalifa International Stadium, Doha              |                                                  |
| 18 h · Historique des rencontres |           | (0 - 0)  | Lee 109e | Spectateurs : 37 174 Arbitrage : Ravshan Irmatov | Spectateurs : 37 174 Arbitrage : Ravshan Irmatov |
| 18 h · Historique des rencontres | Rapport   |          |          | Spectateurs : 37 174 Arbitrage : Ravshan Irmatov | Spectateurs : 37 174 Arbitrage : Ravshan Irmatov |

| Australie | Japon |

| Australie :     |    |                 |      |      |
|                 |    |                 |      |      |
| Gardien de but  | 1  | Mark Schwarzer  |      |      |
|                 | 8  | Luke Wilkshire  |      |      |
|                 | 2  | Lucas Neill     |      |      |
|                 | 6  | Saša Ognenovski |      |      |
|                 | 3  | David Carney    |      |      |
|                 | 14 | Brett Holman    | 39e  | 65e  |
|                 | 15 | Mile Jedinak    |      |      |
|                 | 16 | Carl Valeri     | 16e  |      |
|                 | 17 | Matt McKay      | 112e |      |
|                 | 10 | Harry Kewell    |      | 103e |
|                 | 4  | Tim Cahill      |      | 109e |
| Remplaçants :   |    |                 |      |      |
|                 | 7  | Brett Emerton   |      | 65e  |
|                 | 23 | Robbie Kruse    |      | 103e |
|                 | 22 | Neil Kilkenny   |      | 109e |
| Sélectionneur : |    |                 |      |      |
| Holger Osieck   |    |                 |      |      |

| Japon :            |    |                |  |      |
|                    |    |                |  |      |
| Gardien de but     | 1  | Eiji Kawashima |  |      |
|                    | 6  | Atsuto Uchida  |  | 120e |
|                    | 22 | Maya Yoshida   |  |      |
|                    | 4  | Yasuyuki Konno |  |      |
|                    | 5  | Yuto Nagatomo  |  |      |
|                    | 7  | Yasuhito Endō  |  |      |
|                    | 17 | Makoto Hasebe  |  |      |
|                    | 18 | Keisuke Honda  |  |      |
|                    | 9  | Shinji Okazaki |  |      |
|                    | 14 | Jungo Fujimoto |  | 56e  |
|                    | 11 | Ryoichi Maeda  |  | 98e  |
| Remplaçants :      |    |                |  |      |
|                    | 3  | Daiki Iwamasa  |  | 56e  |
|                    | 19 | Tadanari Lee   |  | 98e  |
|                    | 2  | Masahiko Inoha |  | 120e |
| Sélectionneur :    |    |                |  |      |
| Alberto Zaccheroni |    |                |  |      |